# 鉛色水鴝
红尾水鸲（学名：Phoenicurus fuliginosus），又名紅尾水鴝、鉛色水鴝，臺灣話稱石青仔（臺羅：tsio̍h-tshenn-á/tsio̍h-tshinn-á），为鶲科紅尾鴝屬下的一个种。分布於南亞、東南亞和中國。雄鳥為灰藍色，雌鳥則為灰色。其俗名源於其顏色類似鉛。它們通常棲息於快速流動的溪流和河流附近。

## 分類學
鉛色水鶇屬於雀形目和鶲科。它最初被歸類於溪鴝屬（Rhyacornis），但根據2010年發表的一項分子系統發生學研究，該物種被移至紅尾鴝屬（Phoenicurus）。 該物種有兩個已確認的亞種：Phoenicurus fuliginosus fuliginosus和Phoenicurus fuliginosus affinis。前者由尼古拉斯·艾爾沃德·維格於1831年描述，後者由威廉·羅伯特·奧格爾維-格蘭特於1906年描述，並分布於台灣。 在中國，雌鳥和一歲大的雄鳥上半身顏色較偏棕色，這導致有人將它們歸類為獨立的種族tenuirostris。

## 描述
鉛色水鶇的體長通常為14（5.5英寸），雄鳥平均重量為22克（0.78盎司），雌鳥平均重量為18.8克（0.66盎司）。 雄鳥的顏色為灰藍色，尾巴呈鐵鏽紅色。 雌鳥則為淡灰色，並具有白色的腰部斑紋。

## 棲地
該鳥分布於阿富汗、孟加拉、不丹、中國、印度、寮國、緬甸、尼泊爾、巴基斯坦、台灣、泰國和越南。 它們偏好的棲地是溪流、溪溝和河流，尤其是有岩石和遮蔭的地區，以及靠近河岸的植被區域。 含有較多昆蟲（如蜉蝣）的溪流似乎更受其青睞。
它們通常生活在較高的海拔地區，在喜馬拉雅山脈地區的海拔約為2,000（6,600英尺）至4,100（13,500英尺）。然而，冬季它們往往會下降到較低的海拔。
鉛色水鶇在IUCN紅色名錄中被列為無危，因為過去十年其種群數量保持穩定。其分布範圍超過5,100,000平方（2,000,000平方英里）。

## 行為
鉛色水鶇對其棲地非常保護，對任何入侵其領土的生物會表現出極具攻擊性的行為。 為了捕捉河中的飛蟲，鉛色水鶇會垂直飛起，直到離水面至少20英尺（6.1）高，然後盤旋滑翔回到原處。

## 圖庫

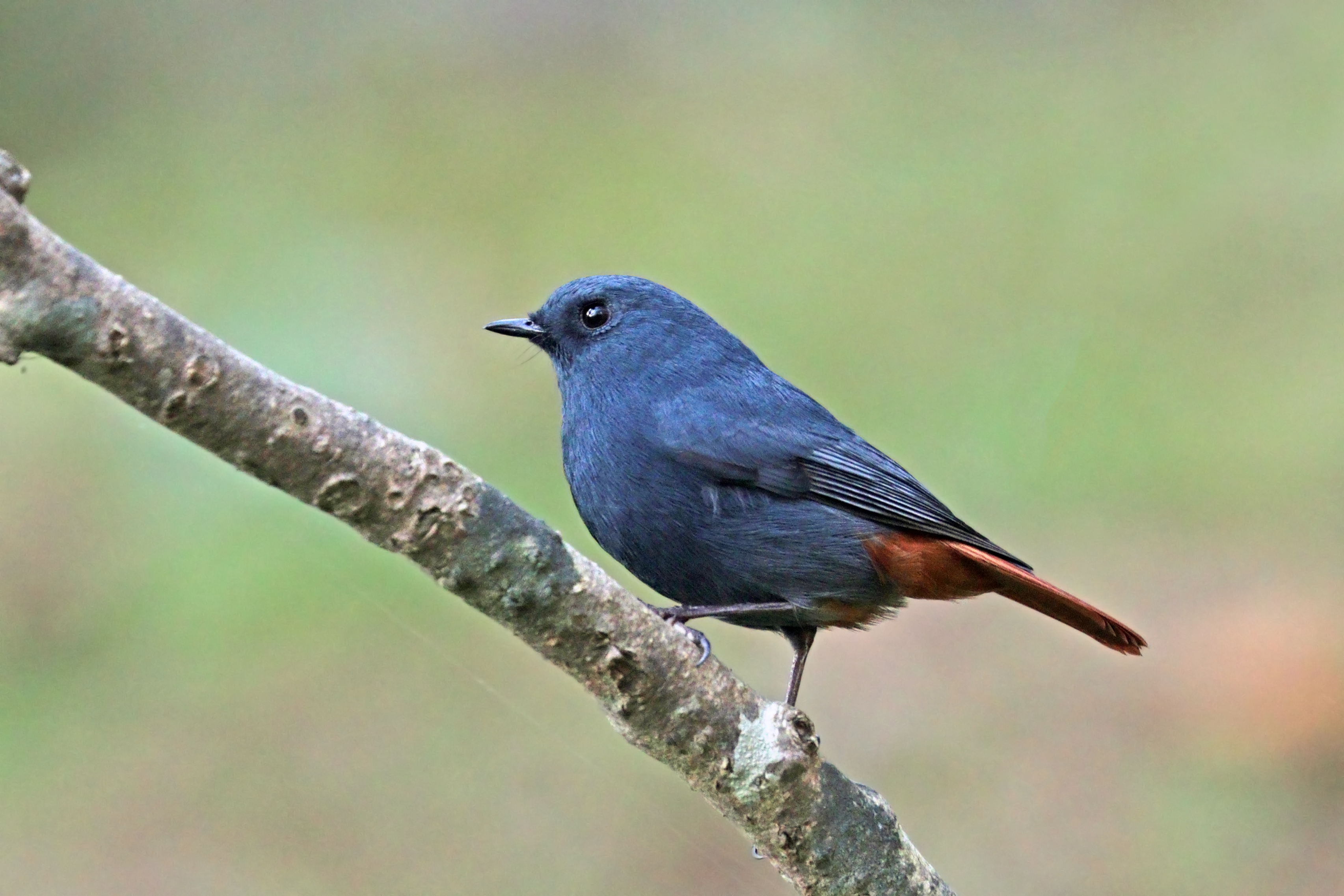
雄鳥，戈達瓦里，拉利特普爾，尼泊爾
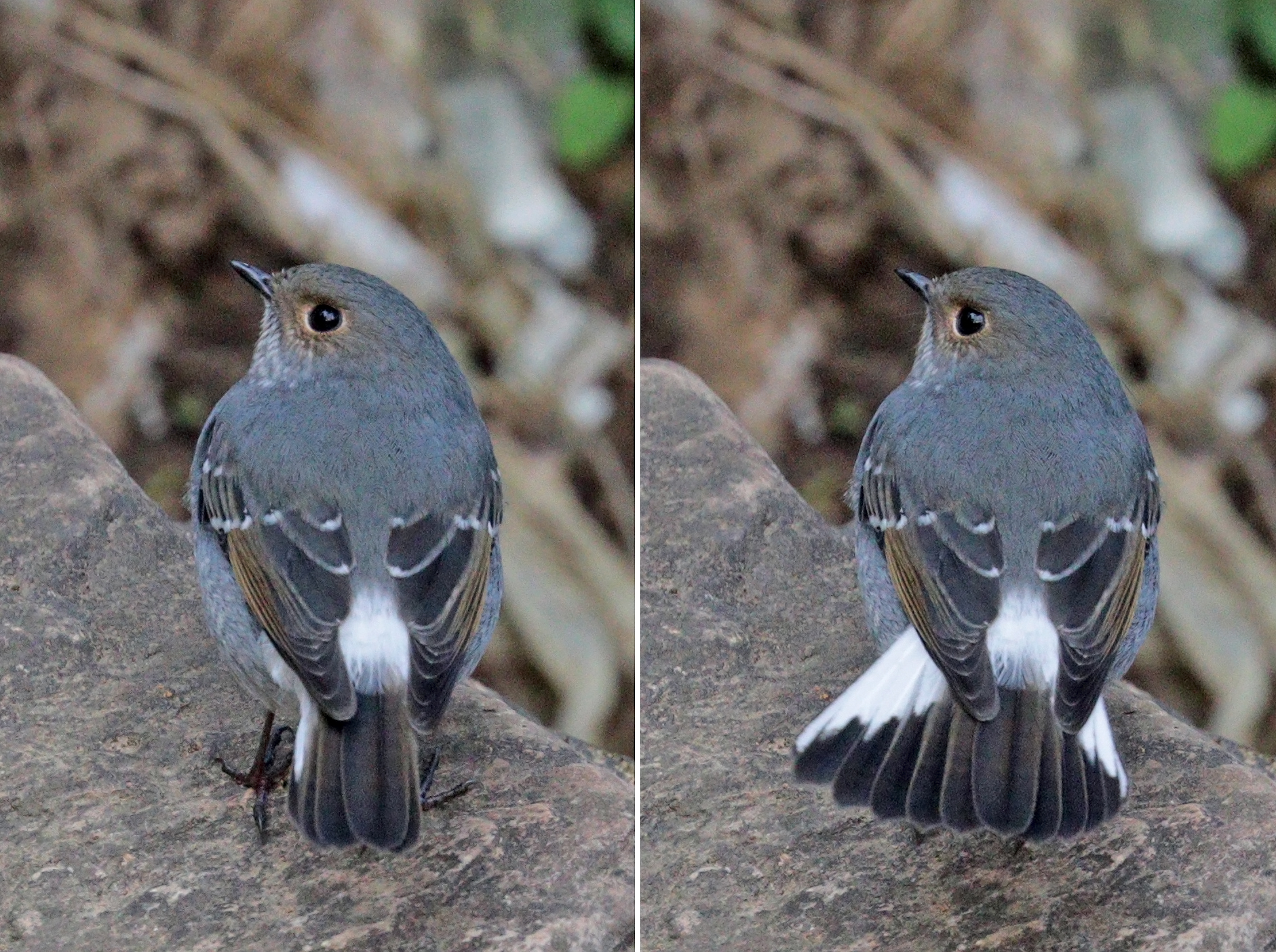
雌性，顯示甩尾
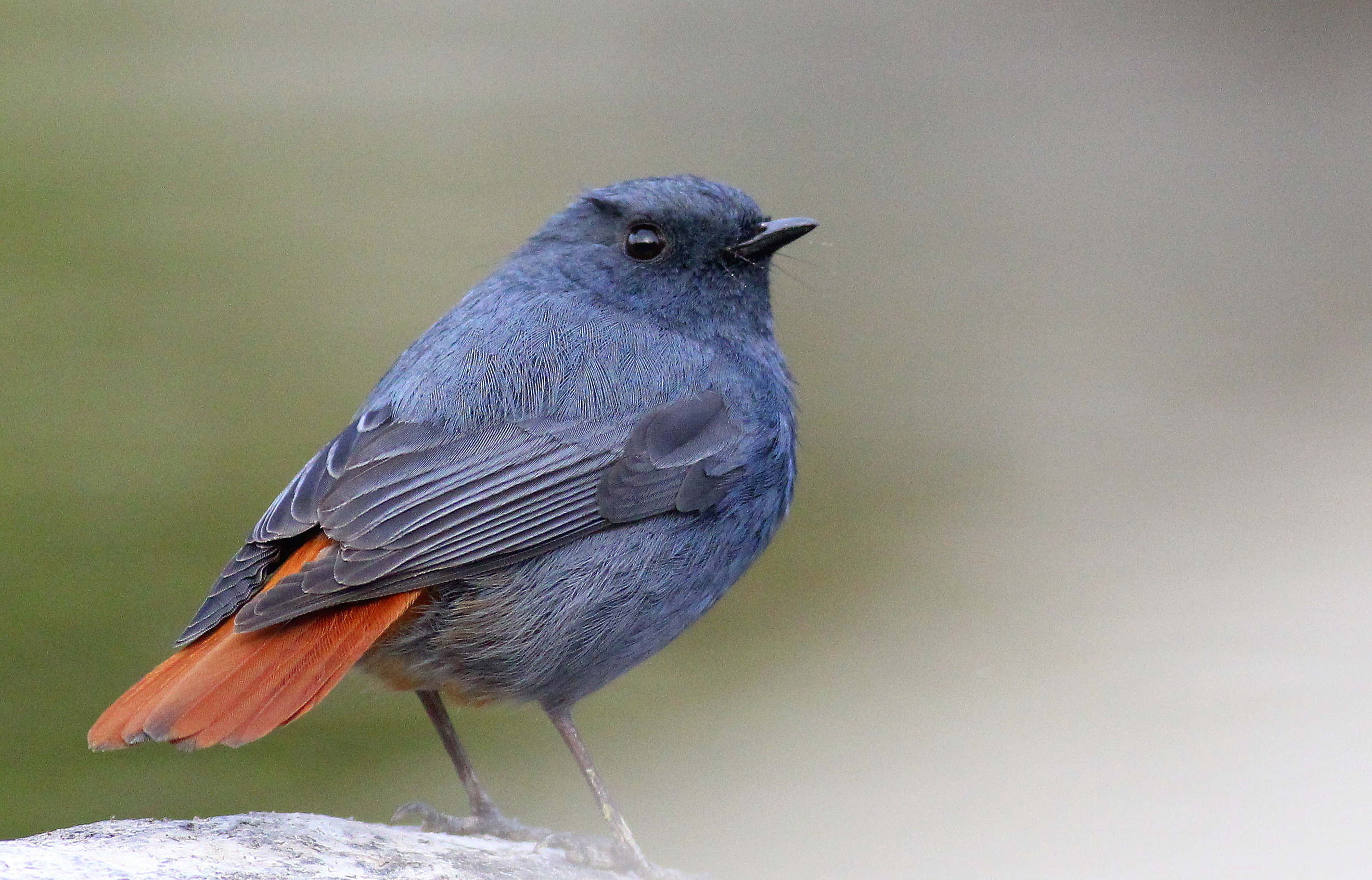
男，查菲， 奈尼塔爾, 北阿坎德邦
- 雄鳥鳴聲